# 曹光祚
曹光祚（1554年—？），字伯延，號胤從，直隸大名府內黃縣民籍，大名府滑縣人，明朝政治人物。

## 生平
萬曆元年（1573年）癸酉科順天鄉試二十三名，萬曆十四年（1586年）丙戌科會試一百一十六名，登三甲第八十五名進士。兵部观政。

## 家族
曾祖曹奉；祖父曹恩；父曹子政。母許氏。具庆下。